# بوچینتسه
بوچینتسه (به صربی: Bučince) یک روستا در صربستان است که در پروکوپلیه واقع شده‌است. بوچینتسه ۱۲ نفر جمعیت دارد.